# Fernando Navarro Navarro
Fernando Navarro Navarro (Santiago, 8 de julio de 1935 - Santiago, 15 de mayo de 2000) es un exfutbolista chileno. Jugó de defensa central en Colo-Colo y Santiago Morning.  También vistió la camiseta de la Selección de fútbol de Chile, en la serie juvenil y en la selección adulta.

## Trayectoria
Llegó a Colo-Colo el año 1953 desde el club “Vicente Valdés” de Puente Alto. Al año siguiente prosperó ascendiendo a la Cuarta Especial, serie en la cual firmó su primer contrato profesional. El año 1955 pasó a la reserva, pero por problemas derivados de su temperamento y carácter difícil se alejó de la práctica del fútbol profesional.
Después de dos años parcialmente inactivo, el año 1957 don Francisco Hormazábal lo convenció de volver para jugar a préstamo, en el equipo que él dirigía, el club San Fernando, recién ingresado en la Segunda División, hoy Primera B. Volvió el año 1958 a Colo-Colo titulándose campeón en el torneo Copa Chile.
Integrante del equipo Colo-Colo campeón en 1960, en la campaña alba fue el jugador de mayor asistencia, 24 partidos jugados de 26.
El año 1963 fue transferido a Santiago Morning.
Se le recuerda como un zaguero central recio, que hacía pesar su fuerza y la solidez de su juego.

## Selección nacional
Fue internacional con la Selección de fútbol de Chile en los años 1960 y 1961, siendo titular en 5 partidos.
Fue seleccionado incluido entre los 40 jugadores inscritos en FIFA previo al Mundial 1962.

## Estadísticas

### Clubes
| Club             | País  | Año       |
| ---------------- | ----- | --------- |
| San Fernando     | Chile | 1957      |
| Colo-Colo        | Chile | 1958-1962 |
| Santiago Morning | Chile | 1963      |

## Palmarés

### Campeonatos nacionales
| Título                    | Club      | País  | Año  |
| ------------------------- | --------- | ----- | ---- |
| Copa Chile                | Colo-Colo | Chile | 1958 |
| Primera División de Chile | Colo-Colo | Chile | 1960 |